# Nevada Fighter
| Recensione       | Giudizio |
| ---------------- | -------- |
| AllMusic         | [ 1 ]    |
| Robert Christgau | C+       |

Nevada Fighter è un album discografico a nome di Michael Nesmith & The First National Band, pubblicato dalla casa discografica RCA Victor Records nel maggio del 1971.

## Tracce
Lato A
1. Grand Ennui – 2:07 (Michael Nesmith)
2. Propinquity (I've Just Begun to Care) – 2:59 (Michael Nesmith)
3. Here I Am – 3:15 (Michael Nesmith)
4. Only Bound – 3:23 (Michael Nesmith)
5. Nevada Fighter – 3:06 (Michael Nesmith)

Lato B
1. Texas Morning – 3:00 (Mike Murphey, Boomer Castleman)
2. Tumbling Tumbleweeds – 4:10 (Bob Nolan)
3. I Looked Away – 3:13 (Eric Clapton, Bobby Whitlock)
4. Rainmaker – 3:17 (Harry Nilsson, Bill Martin)
5. René – 1:40 (O.J. Red Rhodes)

## Formazione
- Michael Nesmith - voce, chitarra
- O.J. Red Rhodes - chitarra pedal steel
- John London - basso
- John Ware - batteria

Ospiti
- James Burton - chitarra
- Al Casey - chitarra
- Glen D. Hardin - tastiere
- Michael Cohen - tastiere
- Joe Osborn - basso
- Max Bennet - basso
- Ron Tutt - batteria

Note aggiuntive
- Michael Nesmith - produttore
- Registrazioni effettuate al RCA's Music Center of the World di Hollywood, California
- Pete Abbott, Dennis Smith e Lynn Kent Tunks - ingegneri delle registrazioni
- Dean O. Torrence (Kittyhawk Graphics) - design album
- Michael Nesmith, Phyliss e Dean O. Torrence - fotografie[4]